# Bataille de Carpi (1815)
Pour les articles homonymes, voir Bataille de Carpi.
Guerre napolitaine
Batailles
Batailles des Cents-Jours
Campagne du duc d'Angoulême
- Ajaccio
- Bonifacio
- Montélimar
- Loriol

Campagne de Belgique
- Ligny
- Quatre-Bras
- Waterloo
- Wavre

Campagne de France de 1815
- Maubeuge
- Huningue
- La Souffel
- Vélizy
- Rocquencourt
- Sèvres
- Issy

Guerre napolitaine
- Panaro
- Ferrare
- Occhiobello
- Carpi
- Casaglia
- Ronco
- Cesenatico
- Pesaro
- Scapezzano
- Tolentino
- Ancône
- Castel di Sangro
- San Germano
- Gaète

Guerre de Vendée et Chouannerie de 1815
- Les Échaubrognes
- L'Aiguillon
- Aizenay
- Sainte-Anne-d'Auray
- Cossé
- Saint-Gilles-sur-Vie
- Redon
- Les Mathes
- Muzillac
- Rocheservière
- Thouars
- Auray
- Châteauneuf-du-Faou
- Guérande
- Fort-la-Latte

La bataille de Carpi se déroula au XIXe siècle pendant la guerre napolitaine le 10 avril 1815 entre une brigade de soldats napolitains sous le commandement de Guglielmo Pepe et une force autrichienne sous le commandement de Frédéric Bianchi. La bataille eut lieu à Carpi et résulta en une victoire autrichienne, forçant les Napolitains à se retirer de la ville.